# Thalictrum isopyroides
Thalictrum isopyroides är en ranunkelväxtart som beskrevs av Carl Anton von Meyer. Thalictrum isopyroides ingår i släktet rutor, och familjen ranunkelväxter. Inga underarter finns listade i Catalogue of Life.